# Ментавејска тропруга веверица
Ментавејска тропруга веверица (лат. Lariscus obscurus, енгл. Mentawai three-striped squirrel) је сисар из реда глодара (Rodentia) и породице веверица (Sciuridae).

## Распрострањеност и станиште
Ареал врсте је ограничен на једну државу, Индонезију.
Површина коју врста заузима је вероватно мања од 14 хиљада квадратних километара. Врста је присутна на подручју Ментавејских острва, која се налазе у близини Суматре. Станиште врсте су шуме.

## Угроженост
Ова врста је на нижем степену опасности од изумирања, и сматра се скоро угроженим таксоном.